# Heliconia danielsiana
Heliconia danielsiana är en enhjärtbladig växtart som beskrevs av Walter John Emil Kress. Heliconia danielsiana ingår i släktet Heliconia och familjen Heliconiaceae. Inga underarter finns listade.

## Bildgalleri

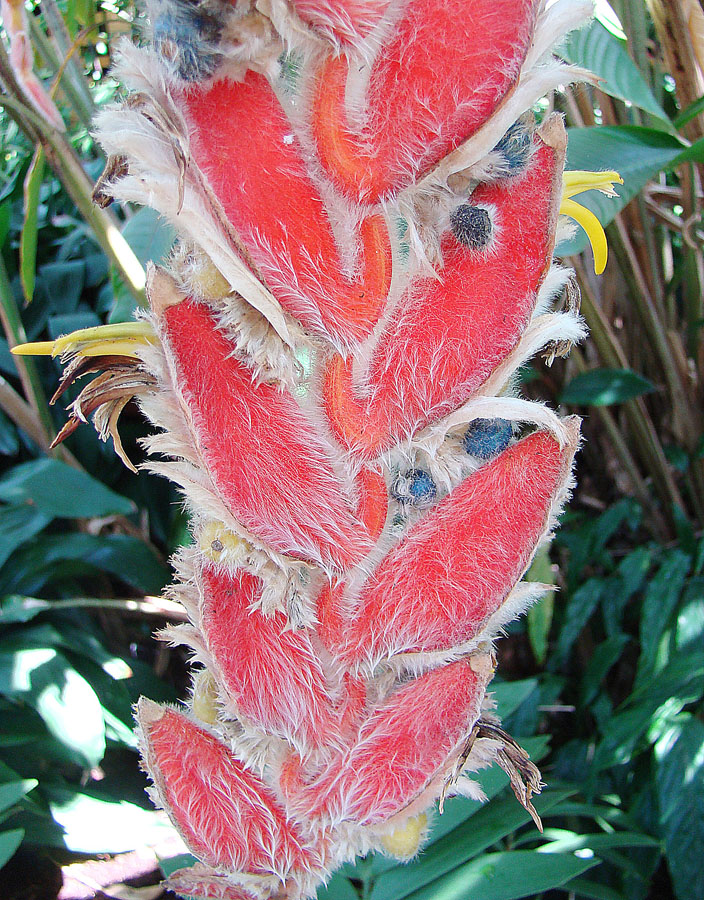